# دریاچه سالدا
دریاچه سالدا یک دریاچه دهانه آتشفشانی متوسط در جنوب ترکیه، در درون مرزهای یشیلوا منطقه استان بوردور است. این دریاچه در حدود پنجاه کیلومتری در غرب استان بوردور واقع شده‌است.
دریاچه سالدا اغلب در منطقه دریاچه‌های ترکیه قرار می‌گیرد، که از غرب داخلی تا جنوب آناتولی، به ویژه استان اسپارتا و استان افیون قره‌حصار امتداد دارد، اگرچه دریاچه سالدا از نظر جغرافیایی از دریاچه‌های بزرگ‌تر جدا است که بیشتر به سمت شرق هستند و به عنوان یک دریاچه دهانه، از نظر مورفولوژیکی با این دریاچه‌های تکتونیکی متفاوت است.